# Valenza
Valenza är en ort och kommun i provinsen Alessandria i regionen Piemonte i Italien. Kommunen hade 18 634 invånare (2018).